# Mount Sir James MacBrien
Mount Sir James MacBrien är ett berg i Kanada.   Det ligger i territoriet Northwest Territories, i den centrala delen av landet, 3 800 km väster om huvudstaden Ottawa. Toppen på Mount Sir James MacBrien är 2 759 meter över havet.
Terrängen runt Mount Sir James MacBrien är huvudsakligen bergig, men den allra närmaste omgivningen är kuperad. Mount Sir James MacBrien är den högsta punkten i trakten. Trakten runt Mount Sir James MacBrien är nära nog obefolkad, med mindre än två invånare per kvadratkilometer.. Det finns inga samhällen i närheten.